# Gerd Bräutigam
Gerd Lorenz Bräutigam (* 12. Dezember 1937 in Aachen; † 2007 in Leverkusen-Manfort) war ein deutscher Journalist. Bräutigam veröffentlichte seit den 1970er Jahren Heimat- und Dialektgedichte in ostfränkischer Mundart.

## Leben
Gerd Bräutigam wurde im Jahr 1937 in der Stadt Aachen geboren. Bereits ein Jahr nach seiner Geburt kam er ins unterfränkische Volkach, das damals Teil des Bezirksamtes Gerolzhofen war. Die Familie Bräutigam ist bereits seit dem 19. Jahrhundert in der Stadt nachgewiesen und bewohnte zeitweise ein Haus direkt am Marktplatz. Bräutigam wuchs in Volkach auf und besuchte in der Stadt auch die Volksschule, die in der Nachkriegszeit zeitweise im Bürgerspital untergebracht war. Bräutigam gehörte zu den ersten Jahrgängen, die im neu gegründeten Franken-Landschulheim Schloss Gaibach Abitur machten. Er legte 1958 die Prüfung ab.
Bräutigam studierte in der Folgezeit mehrere Jahre an der Julius-Maximilians-Universität Würzburg Germanistik und Geschichte. Ab 1964 arbeitete er als Journalist. Zuerst ist er als Lokalredakteur in Bad Königshofen im Grabfeld nachzuweisen, später war er als Ressortleiter einer Fachzeitschrift in Würzburg tätig. Ab 1968 arbeitete Bräutigam für die Werkzeitschrift des Bayer-Konzerns als Redakteur in Leverkusen. In der Folge zog er auch in die nordrhein-westfälische Stadt.
Daneben beschäftigte sich Bräutigam in seiner Freizeit ab den 1970er Jahren vermehrt mit der fränkischen Mundartliteratur. Bräutigam orientierte sich dabei an der österreichischen Gruppe um H. C. Artmann, wählte allerdings als Ausdrucksform die Mundart seiner fränkischen Heimat. Er nahm hierzu Kontakt mit dem damaligen Leiter des Kitzinger Stadtarchivs, Ernst Kemmeter, auf. Die Texte, die ab 1975 erschienen, nahmen insbesondere die materialistische Ausrichtung der fränkischen Handwerker und Kleinbauern ins Visier und setzten sich kritisch mit dieser „Hasta wos, bista wos“-Mentalität (ostfr. Hast du was, bist du was) auseinander.
Im Jahr 1978 erschien mit „Es griecht ajeds sei Huckn voull“ ein erster monografischer Gedichtband von Bräutigam. Das Buch mit vielen Aphorismen über die Menschen aus Unterfranken wurde ein großer Erfolg und Bräutigam in den folgenden Jahren auch in Hörfunk und Fernsehen rezipiert. 1977 trat er dem Internationalen Dialektinstitut (IDI) in Wien bei. Bräutigam ging in der Folgezeit mit seinen Gedichten auch auf Lesereise. Die letzten Arbeiten sind aus dem Jahr 1987 nachweisbar. Bräutigam starb im Jahr 2007 im Leverkusener Stadtteil Manfort.

## Werke (Auswahl)
Bräutigam schrieb ab 1975 Lyrik und Kurzprosa im Dialekt seines unterfränkischen Heimatortes Volkach. Sein Erstlingswerk Es griecht ajeds sei Huckn voull wurde im Jahr 1978 ein großer Erfolg. Es folgten Lesungen, die teilweise auch im Hörfunk und Fernsehen übertragen wurden. 1982 war Bräutigam Teil der Fernsehsendung Fränkische Poeten und Musik im Bayerischen Rundfunk, ein Jahr später erschien ein Hörspiel. Daneben veröffentlichte Bräutigam auch ein Theaterstück in Mundart. Die Fränkische Dialektdatenbank führt über 20 Werke von Bräutigam auf.
- Sou senn sa odr: Es griecht ajeds sei Huckn voull. Echter-Verlag, Würzburg 1978.
- u. a.: Weil mir aa wer senn. Echter-Verlag, Würzburg 1980.
- Ächeta Gnörz odr mei Maul halt i nit (= Fränkische Mundart Bd. 11), Echter-Verlag, Würzburg 1983.[5]
- Hoosepfaffer und Kesseltreiben. Medien-Service-Franken, Würzburg 1987.
- Männer wia mia. Drei Szenen aus Mainfranken. Rollentextbuch. Frank und Frei-Verlag, Sommerach, o. J.

Hörspiel
- 1983: A Maschmusich khört har, a Maschmusich! Hörspiel in Volkacher Mundart (Sprecher aller Rollen) – Regie: Herbert Lehnert (Original-Hörspiel – BR)[6]